# Ryo Tateishi
Ryo Tateishi (Yokohama, 12 de junho de 1989) é um nadador japonês.
Nos Jogos Olímpicos de Londres 2012, ficou em 10º lugar nos 100 metros peito, e ganhou a medalha de bronze nos 200 metros peito.